# Anahy
Anahy é um município brasileiro localizado na Região Metropolitana de Cascavel, no estado do  Paraná. Tem uma população de 2.801 habitantes, conforme estimativa do IBGE, publicada em agosto de 2019.
A distância rodoviária até Curitiba, capital administrativa estadual, é de 509 quilômetros.

## História
A história de Anahy está ligada à cultura cafeeira e a fertilidade de suas terras. A Companhia Brasileira de Imigração e Colonização (COBRIMCO), era a colonizadora das terras. O primeiro nome dado a localidade, em 1959, foi Pingo de Ouro, mas o nome foi mudado em homenagem a uma das filhas do gerente da Companhia que tinha o nome de Anahy.
O Município de Anahy foi colonizado por duas frentes: Sulistas e Nortistas. Sabedores da fertilidade da terra e em busca de um futuro melhor, no ano de 1950, chegou aqui um dos primeiros pioneiros: Ricardo Pfeffer, juntamente com sua esposa Matilde Hake Pfeffer, que adquiriram da COBRIMCO, 13 alqueires de terra, e passaram a dedicar-se ao plantio de café.

## Geografia
Localiza-se a uma latitude 24º43'01" sul e a uma longitude 53º05'03" oeste, estando a uma altitude de 651 metros.
Anahy possui uma área de 120Km², sua topografia é ondulada, predominando o solo de terra roxa, estruturada, latitude é de 24º 35’ Sul, longitude 53º 10’ W, a altitude é de 610 m, tendo uma hidrografia muito rica, sendo banhada pelos rios Piquiri, Rio Sapucaí e Rio dos Porcos, além de inúmeros córregos e riachos.
A população do município é 70% radicada na zona rural e é constituída, na sua maioria, por mineiros, baianos, capixabas e sulistas. Na produção agrícola predomina a cultura de soja, aparecendo em segundo plano à cultura de milho e algodão.

### Clima
O município possui clima subtropical úmido mesotérmico, verões quentes com tendência de concentração das chuvas (temperatura média superior a 22 °C), invernos com geadas pouco frequentes (temperatura média inferior a 18 °C), sem estação seca definida.